# Baron Aldenham
Baron Aldenham, of Aldenham im County of Hertford, ist ein erblicher britischer Adelstitel in der Peerage of the United Kingdom, benannt nach der Ortschaft Aldenham.

## Verleihung
Der Titel wurde am 31. Januar 1896 an den Geschäftsmann und Bankier Henry Hucks Gibbs verliehen. Dieser war Seniorpartner des Bankhauses Antony Gibbs & Sons (gegründet durch seinen Großvater Antony Gibbs) und nahezu 50 Jahre lang Direktor, zeitweise auch Gouverneur, der Bank of England. Außerdem saß er für die Conservative Party 1891/92 im House of Commons für den Bezirk City of London. 

## Weiterer Titel
Der vierte Sohn des ersten Barons, Herbert Cokayne Gibbs, wurde 1923 zum Baron Hunsdon of Hunsdon erhoben. 
Nach dem Tod des dritten Barons Aldenham im Jahre 1939 ging die Baronie Aldenham auf seinen Cousin, den zweiten Baron Hunsdon of Hunsdon, über. Seitdem blieben die beiden Baronien vereint.

## Liste der Barone Aldenham (1896)
- Henry Hucks Gibbs, 1. Baron Aldenham (1819–1907)
- Alban George Henry Gibbs, 2. Baron Aldenham (1846–1936)
- Gerald Henry Beresford Gibbs, 3. Baron Aldenham (1879–1939)
- Walter Durant Gibbs, 4. Baron Aldenham (1888–1969)
- Anthony Durant Gibbs, 5. Baron Aldenham (1922–1986)
- Vicary Tyser Gibbs, 6. Baron Aldenham (* 1948)

Titelerbe (Heir Apparent) ist der Sohn des jetzigen Barons, Hon. Humphrey William Fell Gibbs (* 1989).